# De Coningh
De Coningh (ook: Van Vrijberghe de Coningh) is een Nederlands geslacht afkomstig uit Ameide en dat later bekend werd als een familie van kunstenaars.

## Geschiedenis
De stamreeks begint met Jacob Hendriksz. de Coningh die in 1647 en 1650 wordt vermeld als meester-metselaar te Ameide. Vanaf de 18e eeuw bekleedden leden bestuursfuncties in Holland. In de 20e eeuw leverde het geslacht kunstenaars en toneelspelers. Het geslacht werd in 1942 opgenomen in het genealogische naslagwerk Nederland's Patriciaat.

## Enkele telgen
Coenraad de Coningh (1735-1773), poorter, pondgaarder en makelaar te Rotterdam; trouwde in 1748 met Sara Petronella van Vrijberghe (1722-1771), telg uit het geslacht Van Vrijberghe
- Petrus Coenraad de Coningh (1761-1826), notaris te Maasland, hoogbaljuw van Delfland, schout, vrederechter, burgemeester en secretaris van Maasland
  - Coenraad van Vrijberghe de Coningh (1788-1860), notaris, daarna burgemeester en secretaris van Maasland, lid Provinciale Staten van Zuid-Holland
    - Mr. Jacobus Steur van Vrijberghe de Coningh (1814-1898), advocaat en procureur, notaris; trouwde in 1842 met zijn volle nicht Catharina Johanna Sandifort (1818-1873), dochter van prof. dr. Gerardus Sandifort (1779-1848), hoogleraar Geneeskundige Universiteit te Leiden en zoon van prof. dr. Eduard Sandifort
      - Maria Coenradina van Vrijberghe de Coningh (1845-1895); trouwde in 1867 met Abraham Hartevelt (1845-1899), lid firma Hartevelt & Zoon, distillateurs te Leiden

    - Petrus Coenraad van Vrijberghe de Coningh (1831-1921), boomkweker, lid fa. van Vrijberghe de Coningh & Zn. te Lisse
      - Jacob Marius van Vrijberghe de Coningh (1871-1945), oprichter van en leraar aan de Electrotechnische school te Amsterdam
        - Ernest Pieter Coenraad van Vrijberghe de Coningh (1898-1963), acteur en regisseur
          - Coenraad Lodewijk Dirk van Vrijberghe de Coningh (1950-1997), acteur
          - Emmy van Vrijberghe de Coningh (1947-1992), kunstenares en klederdrachtkundige

  - Louisa Johanna Clasina de Coningh (1790-1858); trouwde in 1825 met prof. dr. Gerardus Sandifort (1779-1848), hoogleraar Geneeskundige Universiteit te Leiden en zoon van prof. dr. Eduard Sandifort

Geslachten die opgenomen zijn in het sinds 1910 verschijnende genealogische naslagwerk Nederland's Patriciaat. Lijst volgens opgave van het CBG Centrum voor familiegeschiedenis.
A · B · C · D · E · F · G · H · I · J · K · L · M · N · O · P · Q · R · S · T · U · V · W · Y · Z